# اسیتا امرسیکر
اسیتا امرسیکر (انگلیسی: Asitha Ameresekere؛ زادهٔ ۲۴ ژوئن ۱۹۷۱) کارگردان فیلم، فیلم‌نامه‌نویس، فیلم‌بردار، و تهیه‌کننده فیلم اهل بریتانیا است.